# 피렌체의 페스트
<피렌체의 페스트>(La Peste à Florence, 1836)는 프랑스 소설가 귀스타브 플로베르가 15세 때 쓴 단편소설이다. 작가 사후 《젊은 시절의 글들 Œuvres de jeunesse》이라는 제목으로 묶여 출간됐다. 
같은 환경에서 자라온 형제가 경쟁 관계를 이루고 결국 한 쪽이 상대편을 살해한다는 줄거리는 위고, 알렉상드르 뒤마 등 낭만주의 작가들의 영향 받은 것으로 보인다. 특히 플로베르는 당시 널리 읽히던 피에르 루이 갱그네의 저작 《이탈리아 문학사》(Histoire littéraire d’Italie, 1811)에서 코시모 데 메디치 집안의 살인사건에 대한 이야기를 접한 것으로 알려진다.
이 시기 플로베르는 <왕관 위의 두 손>(Deux mains sur une couronne, 1836년), <10세기 노르망디 연대기Chronique Normande du dixième siècle>(1836년 5월), <공정 왕 필립의 비밀Un scret de philippe le Prudent>(1836년 9월) 등 ‘역사 이야기contes historiques’ 시리즈를 연달아 집필했다. 역사 테마는 이후 《루이 11세Loys XI》(1838년 3월), 후기작인 《부바르와 페퀴셰Bouvard et Pécuchet》 등에서 재차 등장한다.

## 줄거리
어스름이 내린 8월 어느 늦은 오후, 피렌체의 공작 코시모 데 메디치의 두 아들 프란체스코와 가르치아는 도시 빈민가의 예언자 노파 베아트리치아를 찾아간다. 자신의 미래를 미리 들여다보고 싶어 하는 형 프란체스코의 욕심 때문이었다. 교외의 어두침침한 분위기와 노파의 핏기 없는 얼굴에 겁먹은 가르치아는 형을 만류하지만, 프란체스코는 도리어 동생의 열없음을 나무라며 그 집에 들어선다.
그곳에서 베아트리치아가 둘에게 각각 예언하기를, 프란체스코는 가까운 사람의 배신을 겪게 된다. 프란체스코가 계획한 야망은 이뤄지나, 그와 그 가족이 배신으로 말미암아 죽게 된다는 것. 가르치아의 경우 욕망과 증오의 암덩어리가 그의 심부를 갉아먹는다. 그는 살인자가 될 운명이다.
가르치아는 노파에게 저주를 퍼붓고 떠나지만 집에 돌아온 뒤부터 분노가 그를 병들게 한다. 형 프란체스코가 조만간 추기경 자리에 오르리라는 것을 알고서다. 추기경이 된 형의 뒤에서 하인처럼 비춰지고, 형의 발밑에 엎드려 예를 표할 자기 모습을 상상하고는 치를 떤다. 그리고 형이 죽기를 바란다.
프란체스코는 다음날 교황으로부터 추기경으로 서임된다. ‘너의 계획이 이뤄질 것’이라던 예언이 현실이 된 것. 집안의 맏이이자 금지옥엽이던 그를 축하하기 위해, 코시모 데 메디치는 성대한 무도회를 연다. 온 이탈리아의 학자와 예술가들이 공작의 궁정에 모이고 새 추기경이 영예의 정점에 선 가운데, 가르치아만이 죽어가는 사람 마냥 침울하게 이 광경을 바라본다. 그는 허리춤의 칼 손잡이를 만지작거리며 이 온갖 행복을 망쳐버리고 싶다는 충동을 씹는다.
한편 그 무렵 피렌체에서는 페스트가 유행해 수많은 사람이 이 병으로 죽어갔다. 공작이 휘황한 축제를 벌인 데는 재난으로부터 민중들의 걱정을 돌리려는 의도도 있었다.
사건은 이튿날 벌어진다. 공작은 두 아들과 기사들을 대동하고 사냥을 떠난다. 코시모는 의사이자 측근인 로드리고 박사와, 프란체스코는 가르치아와 한 조를 이뤄 사냥감을 쫓는다. 사슴의 흔적을 놓치고 빽빽한 숲 가운데 멈춰 섰을 무렵, 여태 침울한 낯이던 가르치아의 태도가 돌변한다.
그는 눈빛을 빛내며 이틀 전 예언 이야기를 꺼낸다. “질투와 증오의 암덩어리가 내 영혼을 구렁에 빠뜨릴 거라던 걸 잊지 않았겠지?” 동생은 “형은 이제까지 특혜를 누려 왔고, 세상이 형을 지켜줬어. (...) 형이 온 인생동안 나를 고문해온 거야”라고 쏘아붙이며 형을 넘어뜨린다. 프란체스코는 가슴에 칼을 겨눈 동생에 살려 달라 애원하지만, 가르치아는 그대로 형을 찌른다.
프란체스코의 시신은 가마에 실려 사냥 행렬과 함께 공작궁으로 돌아온다. 가르치아는 옷을 갈아입고는 사건을 함구한다. 하지만 공작은 가르치아가 형을 죽였음을 눈치 채고는, 시체가 안치된 방으로 그를 따로 불러낸다. 칼을 든 공작은 겁에 질린 가르치아를 시신 쪽으로 몰아붙인다. 그리고는 죄를 시인하는 아들을 베어 죽인다.
피렌체 한복판에서 공작의 두 아들에 대한 엄숙한 장례가 치러진다. 사람들은 두 젊은 귀족이 페스트로 목숨을 잃은 것으로 안다. 의사인 로드리고 박사조차 이를 의심하지 않는다.
페스트에 비견되는 인간의 불행과 고통, 칼로 찌르는 듯한 절망은 실은 인간 존재 안에 있는 것이다. 그리고 그런 존재조건 속에서 인간은 방탕과 악이 가진 가장 더럽고 저열한 무언가에 굴복해버린다는 해설로 소설은 끝맺는다.

## 등장인물

#### 가르치아 데 메디치(Garcia de Medicis)
코시모 데 메디치 공작의 아들로, 20세. 건장한 형과 달리 연약하고 추하며, 삶에의 열정도 없음. 가족의 조롱과 멸시 속에서 악의에 찬 질투심을 기르며 성장. 특히 형의 고집으로 노파 베아트리치아의 예언을 들은 후 증오 속에서 형에 대한 복수를 결심하고, 사냥터에서 형을 살해함.

#### 프란체스코 데 메디치(François de Medicis)
코시모 데 메디치 공작의 맏아들. 건장한 체격의 기사로, 집안의 자랑. 자신을 질투하는 동생 가르치아를 위로하려 하나, 끝내 추기경 서임 이튿날 그에게 살해됨.

#### 코시모 데 메디치 2세(Cosme de Medicis Ⅱ)
피렌체의 공작. 맏이인 프란체스코만을 아껴 가르치아가 형을 비롯한 가족에 증오를 품는 원인을 제공하는 것으로 그려짐. 가르치아를 자기 손으로 직접 베어 죽임.

#### 베아트리치아(Beatricia)
예언자, 약 60세. 피렌체의 가장 가난한 동네에 사는 노파. 기사들의 무용담을 들려주거나 구걸을 하며 근근이 살아감. 미래를 듣고자 찾아온 프란체스코와 가르치아에게 곧 닥칠 운명을 예언함.

#### 로드리고(Roderigo)
코시모 데 메디치의 의사이자 측근, 연금술사. 죽은 형제의 운구 수레 곁을 지킬 정도로 메디치 일가와 가깝지만, 시신의 자상(刺傷)을 보고도 두 죽음의 진실을 눈치 채지 못함(혹은 외면함).
1. ↑  Flaubert, Gustave (2012). 《Mémoires d'un fou ; Novembre et autres textes de jeunesse》. Flammarion. 79쪽.